# Голова Генеральної Асамблеї ООН

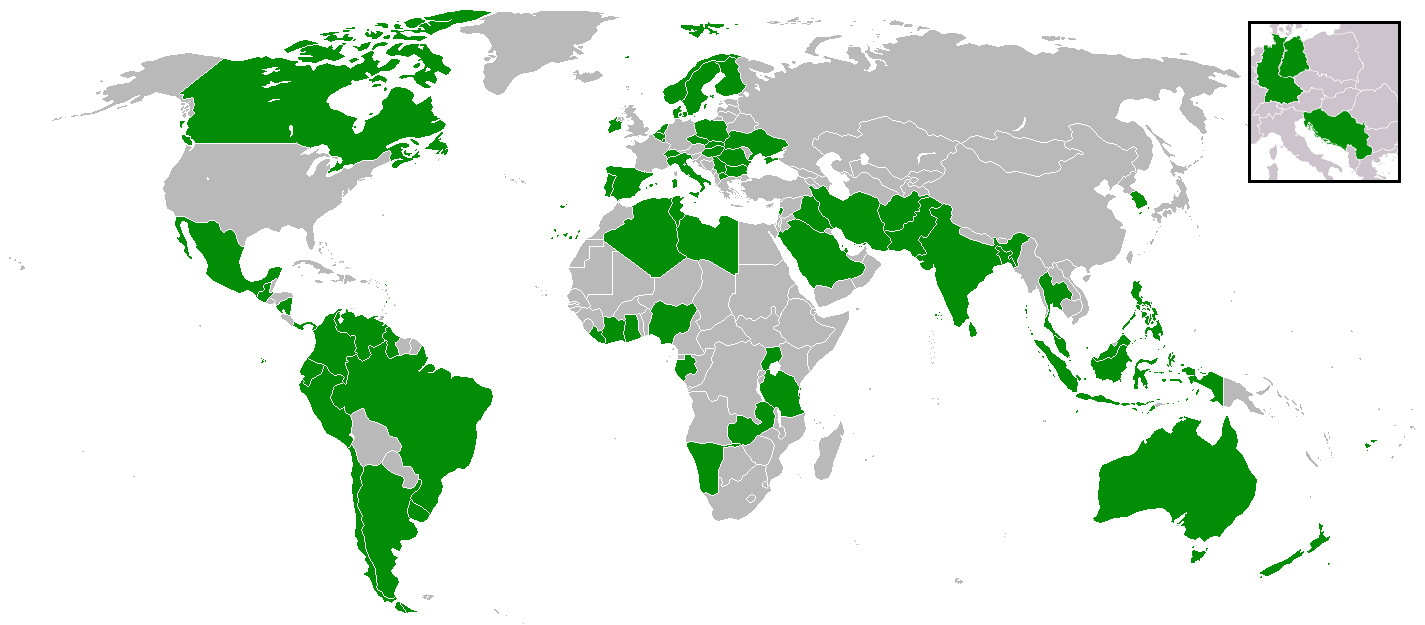
Карта усіх країн, з-поміж представників яких коли-небудь були обрані голови Генасамблеї ООН

Голова́ Генера́льної Асамбле́ї ООН відкриває і закриває кожне пленарне засідання Генеральної Асамблеї Організації Об'єднаних Націй, повністю керує роботою Генеральної Асамблеї і підтримує порядок на її засіданнях.
Голова обирається на один рік із числа країн — членів ООН, за виключенням постійних членів Ради Безпеки ООН. Він є представником однієї із п'яти географічних груп: країн Африки, Азії, Східної Європи, Латинської Америки і Карибського басейну, Західної Європи та інших держав.

## Перелік голів Генеральної Асамблеї ООН
| Номер сесії                                     | Ім'я                                | Країна            | Період головування                                                                                |
| ----------------------------------------------- | ----------------------------------- | ----------------- | ------------------------------------------------------------------------------------------------- |
| 1-а сесія                                       | Поль-Анрі Спаак                     | Бельгія           | 10 січня 1946 — 16 вересня 1947                                                                   |
| 1-а спеціальна сесія                            | Поль-Анрі Спаак                     | Бельгія           | 28 квітня 1947 — 15 травня 1947                                                                   |
| 2-а сесія                                       | Освальдо Еуклідес де Соуса Аранья   | Бразилія          | 16 вересня 1947 — 16 вересня 1948                                                                 |
| 2-а спеціальна сесія                            | Хосе Арсе                           | Аргентина         | 16 квітня 1948 — 14 травня 1948                                                                   |
| 3-я сесія                                       | Хосе Арсе                           | Аргентина         | 16 вересня 1948 — 21 вересня 1948                                                                 |
| 3-я сесія                                       | Герберт Вір Еватт                   | Австралія         | 21 вересня 1948 — 20 вересня 1949                                                                 |
| 4-а сесія                                       | Карлос Ромуло                       | Філіппіни         | 20 вересня 1949 — 19 вересня 1950                                                                 |
| 5-а сесія                                       | Насролла Ентезам                    | Іран              | 19 вересня 1950 — 6 листопада 1951                                                                |
| 6-а сесія                                       | Луїс Паділья Нерво                  | Мексика           | 6 листопада 1951 — 14 жовтня 1952                                                                 |
| 7-а сесія                                       | Лестер Боулс Пірсон                 | Канада            | 14 жовтня 1952 — 15 вересня 1953                                                                  |
| 8-а сесія                                       | Віджая Лакшми Пандіт                | Індія             | 15 жовтня 1953 — 21 вересня 1954                                                                  |
| 9-а сесія                                       | Еелко Ніколас ван Клеффенс          | Нідерланди        | 21 жовтня 1954 — 20 вересня 1955                                                                  |
| 10-а сесія                                      | Хосе Маса Фернандес                 | Чилі              | 20 вересня 1955 — 1 листопада 1956                                                                |
| 1-а надзвичайна спеціальна сесія                | Рудекіндо Ортега Массон             | Чилі              | 1 листопада 1956 — 10 листопада 1956                                                              |
| 2-а надзвичайна спеціальна сесія                | Рудекіндо Ортега Массон             | Чилі              | 4 листопада 1956 — 10 листопада 1956                                                              |
| 11-а сесія                                      | принц Ван Вайтайакон                | Таїланд           | 12 листопада 1956 — 17 вересня 1957                                                               |
| 12-а сесія                                      | Леслі Нокс Мунро                    | Нова Зеландія     | 17 вересня 1957 — 16 вересня 1958                                                                 |
| 3-я надзвичайна спеціальна сесія                | Леслі Нокс Мунро                    | Нова Зеландія     | 8 серпня 1956 — 12 серпня 1956                                                                    |
| 13-а сесія                                      | Шарль Хабіб Малік                   | Ліван             | 16 вересня 1958 — 15 вересня 1959                                                                 |
| 14-а сесія                                      | Віктор Андрес Белаунде Дієс Кансеко | Перу              | 15 вересня 1959 — 20 вересня 1960                                                                 |
| 4-а надзвичайна спеціальна сесія                | Віктор Андрес Белаунде Дієс Кансеко | Перу              | 17 вересня 1960 — 19 вересня 1960                                                                 |
| 15-а сесія                                      | Фредерік Генри Боланд               | Ірландія          | 20 вересня 1960 — 20 вересня 1961                                                                 |
| 3-а спеціальна сесія                            | Фредерік Генрі Боланд               | Ірландія          | 21 серпня 1961 — 25 серпня 1961                                                                   |
| 16-а сесія                                      | Монгі Слім                          | Туніс             | 20 вересня 1961 — 18 вересня 1962                                                                 |
| 17-а сесія                                      | Мохаммад Зафарулла-Хан              | Пакистан          | 18 вересня 1962 — 17 вересня 1963                                                                 |
| 4-а спеціальна сесія                            | Мохаммад Зафарулла-Хан              | Пакистан          | 14 травня 1963 — 27 червня 1963                                                                   |
| 18-а сесія                                      | Карлос Соса Родрігес                | Венесуела         | 17 вересня 1963 — 1 грудня 1964                                                                   |
| 19-а сесія                                      | Алекс Куейсон-Секи                  | Гана              | 1 грудня 1964 — 21 вересня 1965                                                                   |
| 20-а сесія                                      | Амінторе Фанфані                    | Італія            | 21 вересня 1965 — 20 вересня 1966                                                                 |
| 21-а сесія                                      | Абдул Рахман Пажвак                 | Афганістан        | 20 вересня 1966 — 19 вересня 1967                                                                 |
| 5-а спеціальна сесія                            | Абдул Рахман Пажвак                 | Афганістан        | 21 квітня 1967 — 13 червня 1967                                                                   |
| 5-а надзвичайна спеціальна сесія                | Абдул Рахман Пажвак                 | Афганістан        | 17 червня 1967 — 18 вересня 1967                                                                  |
| 22-а сесія                                      | Корнеліу Менеску                    | Румунія           | 19 вересня 1967 — 24 вересня 1968                                                                 |
| 23-я сесія                                      | Еміліо Ареналес Каталан             | Гватемала         | 24 вересня 1968 — 17 квітня 1969                                                                  |
| 24-а сесія                                      | Анжи Елизабет Брукс-Рендольф        | Ліберія           | 16 вересня 1969 — 15 вересня 1970                                                                 |
| 25-а сесія                                      | Едвард Ісак Хамбро                  | Норвегія          | 15 вересня 1970 — 21 вересня 1971                                                                 |
| 26-а сесія                                      | Адам Малік                          | Індонезія         | 21 вересня 1971 — 19 вересня 1972                                                                 |
| 27-а сесія                                      | Станіслав Трепшиньський             | Польща            | 19 вересня 1972 — 18 вересня 1973                                                                 |
| 28-а сесія                                      | Леопольдо Бенітес Венуеса           | Еквадор           | 18 вересня 1973 — 17 вересня 1974                                                                 |
| 6-а спеціальна сесія                            | Леопольдо Бенітес Венуеса           | Еквадор           | 9 квітня 1974 — 2 травня 1974                                                                     |
| 29-а сесія                                      | Абделазіз Бутефліка                 | Алжир             | 17 вересня 1974 — 16 вересня 1975                                                                 |
| 30-а сесія                                      | Гастон Торн                         | Люксембург        | 16 вересня 1975 — 21 вересня 1976                                                                 |
| 7-а спеціальна сесія                            | Гастон Торн                         | Люксембург        | 1 вересня 1976 — 16 вересня 1976                                                                  |
| 31-а сесія                                      | Гамільтон Шірлі Амерасінге          | Шрі-Ланка         | 21 вересня 1976 — 20 вересня 1977                                                                 |
| 32-а сесія                                      | Лазар Мойсов                        | Югославія         | 20 вересня 1977 — 19 вересня 1978                                                                 |
| 8-я спеціальна сесія                            | Лазар Мойсов                        | Югославія         | 20 квітня 1978 — 21 квітня 1978                                                                   |
| 9-а спеціальна сесія                            | Лазар Мойсов                        | Югославія         | 24 квітня 1978 — 3 травня 1978                                                                    |
| 10-а спеціальна сесія                           | Лазар Мойсов                        | Югославія         | 23 травня 1978 — 30 червня 1978                                                                   |
| 33-а сесія                                      | Індалесіо Льєвано Агірре            | Колумбія          | 19 вересня 1978 — 18 вересня 1979                                                                 |
| 34-а сесія                                      | Салим Ахмед Салим                   | Танзанія          | 18 вересня 1979 — 16 вересня 1980                                                                 |
| 6-а надзвичайна спеціальна сесія                | Салим Ахмед Салим                   | Танзанія          | 10 січня 1980 — 14 січня 1980                                                                     |
| 7-а надзвичайна спеціальна сесія                | Салим Ахмед Салим                   | Танзанія          | 22 липня 1980 — 29 липня 1980                                                                     |
| 11-а спеціальна сесія                           | Салим Ахмед Салим                   | Танзанія          | 25 серпня 1980 — 15 вересня 1980                                                                  |
| 35-а сесія                                      | Рюдігер фон Вехмар                  | ФРН               | 16 вересня 1980 — 15 вересня 1981                                                                 |
| 8-а надзвичайна спеціальна сесія                | Рюдігер фон Вехмар                  | ФРН               | 3 вересня 1981 — 14 вересня 1981                                                                  |
| 36-а сесія                                      | Ісмат Кіттані                       | Ірак              | 15 вересня 1981 — 21 вересня 1982                                                                 |
| 9-а надзвичайна спеціальна сесія                | Ісмат Кіттані                       | Ірак              | 29 січня 1982 — 5 лютого 1982                                                                     |
| 7-а надзвичайна спеціальна сесія (продовження)  | Ісмат Кіттані                       | Ірак              | 20 квітня 1982 — 28 квітня 1982, 25 червня 1982 — 26 червня 1982, 16 серпня 1982 — 19 серпня 1982 |
| 12-а спеціальна сесія                           | Ісмат Кіттані                       | Ірак              | 7 червня 1982 — 10 липня 1982                                                                     |
| 37-а сесія                                      | Імре Холлаї                         | Угорщина          | 21 вересня 1982 — 20 вересня 1983                                                                 |
| 7-а надзвичайна спеціальна сесія (продовження)  | Імре Холлаї                         | Угорщина          | 24 вересня 1982                                                                                   |
| 38-а сесія                                      | Хорхе Енріке Ільюека Сібаусте       | Панама            | 20 вересня 1983 — 18 вересня 1984                                                                 |
| 39-а сесія                                      | Пол Джон Фірміно Лусака             | Замбія            | 18 вересня 1984 — 17 вересня 1985                                                                 |
| 40-я сессия                                     | Хайме де Пиньес Рубио               | Іспанія           | 17 вересня 1985 — 16 вересня 1986                                                                 |
| 13-а спеціальна сесія                           | Хайме де Піньєс Рубіо               | Іспанія           | 27 травня 1986 — 1 червня 1986                                                                    |
| 41-а сесія                                      | Хумаюн Рашид Чоудхури               | Бангладеш         | 16 вересня 1986 — 15 вересня 1987                                                                 |
| 14-а спеціальна сесія                           | Хумаюн Рашид Чоудхури               | Бангладеш         | 17 вересня 1986 — 20 вересня 1986                                                                 |
| 42-а сесія                                      | Петер Флорін                        | НДР               | 15 вересня 1987 — 20 вересня 1988                                                                 |
| 15-а спеціальна сесія                           | Петер Флорін                        | НДР               | 15 травня 1988 — 25 червня 1988                                                                   |
| 43-я сесія                                      | Данте Маріо Антоніо Капуто          | Аргентина         | 20 вересня 1988 — 19 вересня 1989                                                                 |
| 44-а сесія                                      | Джозеф Нанвен Гарба                 | Нігерія           | 19 вересня 1989 — 18 вересня 1990                                                                 |
| 16-а спеціальна сесія                           | Джозеф Нанвен Гарба                 | Нігерія           | 12 грудня 1989 — 14 грудня 1989                                                                   |
| 17-а спеціальна сесія                           | Джозеф Нанвен Гарба                 | Нігерія           | 20 лютого 1990 — 23 лютого 1990                                                                   |
| 18-а спеціальна сесія                           | Джозеф Нанвен Гарба                 | Нігерія           | 23 квітня 1990 — 1 травня 1990                                                                    |
| 45-а сесія                                      | Гвідо де Марко                      | Мальта            | 18 вересня 1990 — 17 вересня 1991                                                                 |
| 46-а сесія                                      | Самір аль-Шіхабі                    | Саудівська Аравія | 17 вересня 1991 — 15 вересня 1992                                                                 |
| 47-а сесія                                      | Стоян Дімітров Ганев                | Болгарія          | 15 вересня 1992 — 21 вересня 1993                                                                 |
| 48-а сесія                                      | Семюел Рудольф Інсаналлі            | Гаяна             | 21 вересня 1993 — 20 вересня 1994                                                                 |
| 49-а сесія                                      | Амара Ессі                          | Кот-д'Івуар       | 20 вересня 1994 — 19 вересня 1995                                                                 |
| 50-а сесія                                      | Діогу Пінту Фрейташ ду Амарал       | Португалія        | 19 вересня 1995 — 17 вересня 1996                                                                 |
| 51-а сесія                                      | Разалі Ісмаїл                       | Малайзія          | 17 вересня 1996 — 16 вересня 1997                                                                 |
| 10-я надзвичайна спеціальна сесія               | Разалі Ісмаїл                       | Малайзія          | 24 квітня 1997 — 25 квітня 1997, 15 липня 1997                                                    |
| 19-а спеціальна сесія                           | Разалі Ісмаїл                       | Малайзія          | 23 червня 1997 — 27 червня 1997                                                                   |
| 52-а сесія                                      | Удовенко Геннадій Йосипович         | Україна           | 16 вересня 1997 — 9 вересня 1998                                                                  |
| 10-а надзвичайна спеціальна сесія (продовження) | Удовенко Геннадій Йосипович         | Україна           | 13 листопада 1997, 17 березня 1998                                                                |
| 20-а спеціальна сесія                           | Удовенко Геннадій Йосипович         | Україна           | 8 червня 1998 — 10 червня 1998                                                                    |
| 53-я сесія                                      | Дидьє Опертті Бадан                 | Уругвай           | 9 вересня 1998 — 14 вересня 1999                                                                  |
| 10-а надзвичайна спеціальна сесія (продовження) | Дидьє Опертті Бадан                 | Уругвай           | 5 лютого 1999 — 9 лютого 1999                                                                     |
| 21-а спеціальна сесія                           | Дидьє Опертті Бадан                 | Уругвай           | 30 червня 1999 — 2 липня 1999                                                                     |
| 54-а сесія                                      | Тео-Бен Гурираб                     | Намібія           | 14 вересня 1999 — 5 вересня 2000                                                                  |
| 22-а спеціальна сесія                           | Тео-Бен Гурираб                     | Намібія           | 27 вересня 1999 — 28 вересня 1999                                                                 |
| 23-я спеціальна сесія                           | Тео-Бен Гурираб                     | Намібія           | 5 червня 2000 — 9 червня 2000                                                                     |
| 24-а спеціальна сесія                           | Тео-Бен Гурираб                     | Намібія           | 26 червня 2000 — 30 червня 2000                                                                   |
| 55-а сесія                                      | Гаррі Голкері                       | Фінляндія         | 5 вересня 2000 — 12 вересня 2001                                                                  |
| 10-а надзвичайна спеціальна сесія (продовження) | Гаррі Голкері                       | Фінляндія         | 18 жовтня 2000 — 20 жовтня 2000                                                                   |
| 25-а спеціальна сесія                           | Гаррі Голкері                       | Фінляндія         | 6 червня 2001 — 8 червня 2001                                                                     |
| 26-а спеціальна сесія                           | Гаррі Голкері                       | Фінляндія         | 25 червня 2001 — 27 червня 2001                                                                   |
| 56-а сесія                                      | Хан Сен Су                          | Південна Корея    | 12 вересня 2001 — 10 вересня 2002                                                                 |
| 10-а надзвичайна спеціальна сесія (продовження) | Хан Сен Су                          | Південна Корея    | 20 грудня 2001, 7 травня 2002                                                                     |
| 27-а спеціальна сесія                           | Хан Сен Су                          | Південна Корея    | 8 травня 2002 — 10 травня 2002                                                                    |
| 57-а сесія                                      | Ян Каван                            | Чехія             | 10 вересня 2002 — 16 вересня 2003                                                                 |
| 58-а сесія                                      | Джуліан Роберт Ханте                | Сент-Люсія        | 16 вересня 2003 — 14 вересня 2004                                                                 |
| 10-а надзвичайна спеціальна сесія (продовження) | Джуліан Роберт Ханте                | Сент-Люсія        | 19 вересня 2003, 8 грудня 2003, 16 липня 2004 — 20 липня 2004                                     |
| 59-а сесія                                      | Жан Пінг                            | Габон             | 14 вересня 2004 — 13 вересня 2005                                                                 |
| 28-а спеціальна сесія                           | Жан Пінг                            | Габон             | 24 січня 2005                                                                                     |
| 60-а сесія                                      | Ян Кеннет Гленн Еліассон            | Швеція            | 13 вересня 2005 — 12 вересня 2006                                                                 |
| 61-а сесія                                      | Хайя Рашид аль-Халіфа               | Бахрейн           | 12 вересня 2006 — 18 вересня 2007                                                                 |
| 10-а надзвичайна спеціальна сесія (продовження) | Хайя Рашид аль-Халіфа               | Бахрейн           | 17 листопада 2006, 15 грудня 2006                                                                 |
| 62-а сесія                                      | Срджан Асан Керім                   | Македонія         | 18 вересня 2007 — 16 вересня 2008                                                                 |
| 63-я сесія                                      | Мігель д'Еското Брокман             | Нікарагуа         | 16 вересня 2008 — 15 вересня 2009                                                                 |
| 10-а надзвичайна спеціальна сесія (продовження) | Мігель д'Еското Брокман             | Нікарагуа         | 15 січня 2009 — 16 січня 2009                                                                     |
| 64-а сесія                                      | Алі Абдель Салам ат-Трейки          | Лівія             | 15 вересня 2009 — 14 вересня 2010                                                                 |
| 65-а сесія                                      | Йозеф Дейс                          | Швейцарія         | 14 вересня 2010 — 13 вересня 2011                                                                 |
| 66-а сесія                                      | Насер Абдель-Азіз ан-Насер          | Катар             | 13 вересня 2011 — 18 вересня 2012                                                                 |
| 67-а сесія                                      | Вук Єремич                          | Сербія            | 18 вересня 2012 — 17 вересня 2013                                                                 |
| 68-а сесія                                      | Джон Вільям Еш                      | Антигуа і Барбуда | 17 вересня 2013 — 16 вересня 2014                                                                 |
| 69-а сесія                                      | Сем Кутеса                          | Уганда            | 16 вересня 2014 — 15 вересня 2015                                                                 |
| 70-а сесія                                      | Могенс Люккетофт                    | Данія             | 15 вересня 2015 — 13 вересня 2016                                                                 |
| 71-а сесія                                      | Пітер Томсон                        | Фіджі             | 13 вересня 2016 — 12 вересня 2017                                                                 |
| 72-а сесія                                      | Мирослав Лайчак                     | Словаччина        | 12 вересня 2017 — 18 вересня 2018                                                                 |
| 10-а надзвичайна спеціальна сесія (продовження) | Мирослав Лайчак                     | Словаччина        | 21 грудня 2017 та 13 червня 2018                                                                  |
| 73-я сесія                                      | Марія Фернанда Еспіноса             | Еквадор           | 18 вересня 2018 — 17 вересня 2019                                                                 |
| 74-а сесія                                      | Тіджані Мухаммед-Банде              | Нігерія           | 17 вересня 2019 — 17 вересня 2020                                                                 |
| 75-а сесія                                      | Волкан Бозкир                       | Туреччина         | 18 вересня 2020 — 14 вересня 2021                                                                 |
| 76-а сесія                                      | Абдулла Шахід                       | Мальдіви          | 14 вересня 2021 — 12 вересня 2022                                                                 |
| 11-а надзвичайна спеціальна сесія               | Абдулла Шахід                       | Мальдіви          | 28 лютого — 2 березня, 23-24 березня, 7 квітня, 10-12 жовтня 2022 року                            |
| 77-а сесія                                      | Чаба Кьорьоші                       | Угорщина          | 12 вересня 2022 — 5 вересня 2023                                                                  |
| 11-а надзвичайна спеціальна сесія (продовження) | Чаба Кьорьоші                       | Угорщина          | 10 і 12 жовтня 2022 року, 14 листопада 2022 року, 22-23 лютого 2023 року                          |
| 78-а сесія                                      | Денніс Френсіс                      | Тринідад і Тобаго | 5 вересня 2023 — 10 вересня 2024                                                                  |
| 79-а сесія                                      | Філемон Янг                         | Камерун           | 10 вересня 2024 — 9 вересня 2025                                                                  |
| 80-а сесія                                      | Анналена Бербок                     | Німеччина         | з 9 вересня 2025                                                                                  |